# Sör-Motjärnen
Sör-Motjärnen är en sjö i Örnsköldsviks kommun i Ångermanland och ingår i Gideälvens huvudavrinningsområde. Sjöns area är 0,052 kvadratkilometer och den befinner sig 250,9 meter över havet.